# Aphthona flaviceps

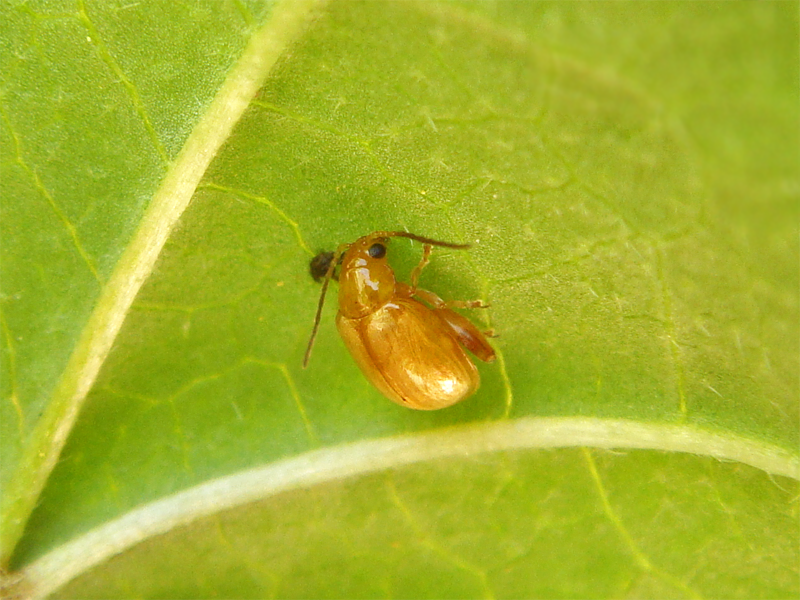
Aphthona flaviceps en una hoja

Aphthona flaviceps es un coleóptero de la familia Chrysomelidae. Fue descrita científicamente por primera vez en 1859 por Allard.